# Illtal
Illtal is een commune nouvelle in het Franse departement Haut-Rhin in de regio Grand Est. De plaats maakt deel uit van het arrondissement Altkirch.
Illtal is op 1 januari 2016 ontstaan door de fusie van de gemeenten Grentzingen, Henflingen en Oberdorf. Deze laatste plaats werd de hoofdplaats van de gemeente. Illtal telde op 1 januari 2022 1.223 inwoners.

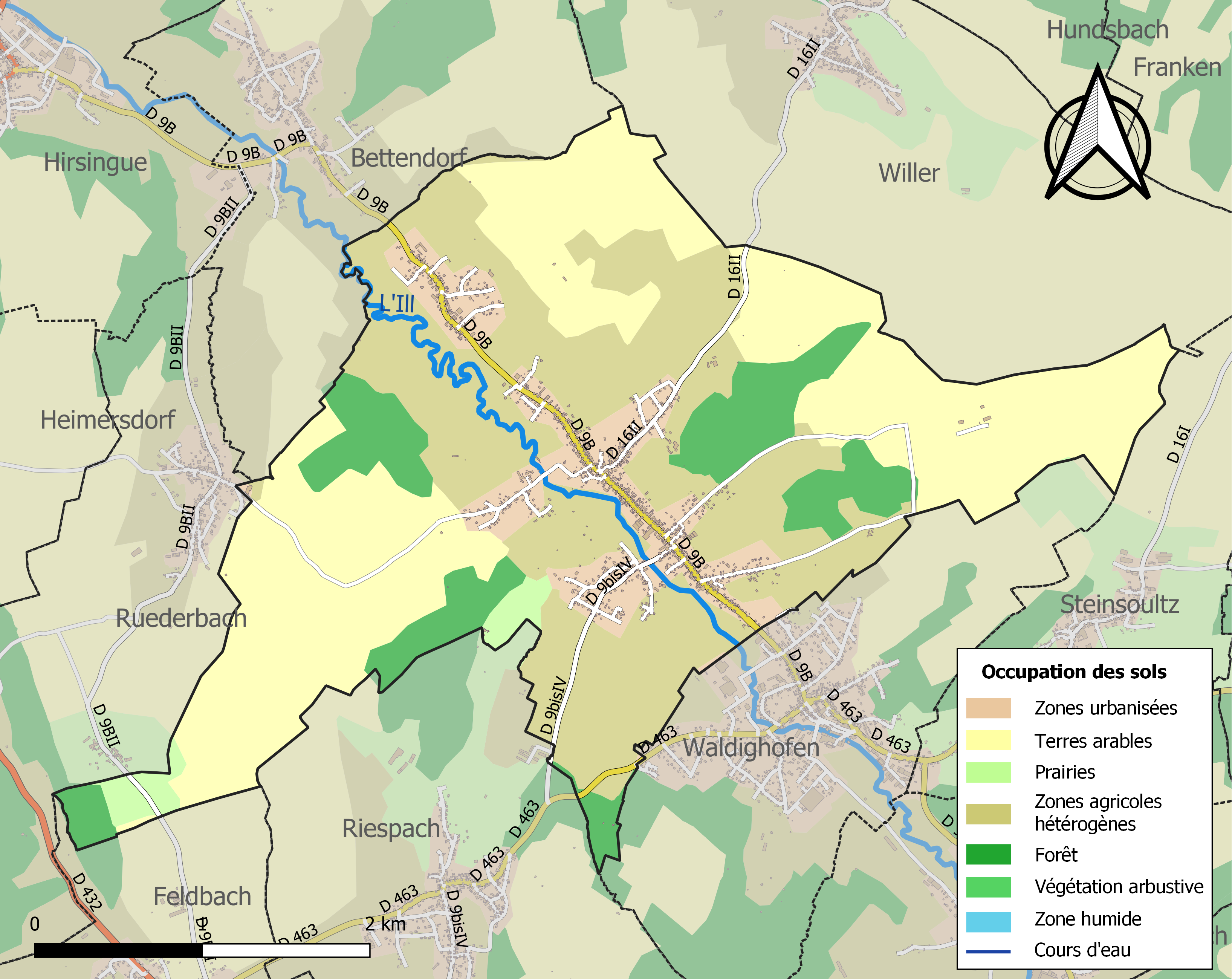
Kaart van de gemeente met de belangrijkste infrastructuur, bodemgebruik en omliggende gemeenten

Altkirch · Aspach · Bendorf · Berentzwiller · Bettendorf · Bettlach · Biederthal · Bisel · Bouxwiller · Carspach · Courtavon · Durlinsdorf · Durmenach · Emlingen · Feldbach · Ferrette · Fislis · Franken · Frœningen · Hausgauen · Heidwiller · Heimersdorf · Heiwiller · Hirsingue · Hirtzbach · Hochstatt · Hundsbach · Illfurth · Illtal · Jettingen · Kiffis · Kœstlach · Levoncourt · Liebsdorf · Ligsdorf · Linsdorf · Lucelle · Luemschwiller · Lutter · Mœrnach · Muespach · Muespach-le-Haut · Oberlarg · Obermorschwiller · Oltingue · Raedersdorf · Riespach · Roppentzwiller · Ruederbach · Saint-Bernard · Schwoben · Sondersdorf · Spechbach · Steinsoultz · Tagolsheim · Tagsdorf · Vieux-Ferrette · Waldighofen · Walheim · Werentzhouse · Willer · Winkel · Wittersdorf · Wolschwiller